# ツイン・フォールズ・アイダホ
『ツイン・フォールズ・アイダホ』 (Twin Falls Idaho) は、1999年製作のアメリカ映画。
一卵性双生児のポーリッシュ兄弟脚本・監督・主演。
結合双生児とモデル志望の娼婦の微妙な三角関係を描く。

## キャスト
- ブレイク・フォールズ ： マーク・ポーリッシュ
- フランシス・フォールズ ： マイケル・ポーリッシュ
- ペニー ： ミシェル・ヒックス
- マイルズ ： パトリック・ボーショー
- フランシーン・フォールズ ： レスリー・アン・ウォーレン